# Jules Dewaquez
Jules Dewaquez (vagy Devaquez), (Párizs, 1899. március 9. – Lyon, 1971. június 12.) francia labdarúgócsatár.
A francia válogatott tagjaként részt vett az 1920. évi, az 1924. évi és az 1928. évi nyári olimpiai játékokon.